# Заремби-Косьцельні (гміна)
Гміна Заремби-Косьцельні (пол. Gmina Zaręby Kościelne) — сільська гміна у центральній Польщі. Належить до Островського повіту Мазовецького воєводства.
Станом на 31 грудня 2011 у гміні проживало 3828 осіб.

## Площа
Згідно з даними за 2007 рік площа гміни становила 88.90 км², у тому числі:
- орні землі: 74.00%
- ліси: 18.00%

Таким чином, площа гміни становить 7.26% площі повіту.

## Населення
Станом на 31 грудня 2011:
| Опис     | Загалом | Загалом | Чоловіки | Чоловіки | Жінки | Жінки |
| -------- | ------- | ------- | -------- | -------- | ----- | ----- |
| одиниця  | осіб    | %       | осіб     | %        | осіб  | %     |
| все      | 3828    | 100     | 1961     | 51.23    | 1867  | 48.77 |
| міське   | 0       | 100     | 0        |          | 0     |       |
| сільське | 3828    | 100     | 1961     | 51.23    | 1867  | 48.77 |

## Сусідні гміни
Гміна Заремби-Косьцельні межує з такими гмінами: Анджеєво, Малкіня-Ґурна, Острув-Мазовецька, Церанув, Шульбоже-Вельке.